# Charles Myr Lesaar
Charles Myr Lesaar (* 14. Oktober 1884 in Brasschaat, Belgien; † 5. September 1941 in Ephraim (Wisconsin), USA durch Suizid) war ein belgischer Künstler, der hauptsächlich Landschaften malte.

## Leben
Lesaar studierte Kunst in Düsseldorf, Antwerpen-Brasschaat und Brüssel. 1907 nahm er an der Exposition des Beaux arts in Brüssel und 1908 an einer Ausstellung in Antwerpen teil. 1913 wanderte er nach Amerika aus, wo er in den folgenden Jahren verschiedene Ausstellungen hatte. 1999 wurden einige seiner Werke bei Sotheby’s in Amsterdam versteigert.